# 29125 Kyivphysfak
29125 Kyivphysfak è un asteroide della fascia principale. Scoperto nel 1984, presenta un'orbita caratterizzata da un semiasse maggiore pari a 2,2654388 UA e da un'eccentricità di 0,1371820, inclinata di 6,22700° rispetto all'eclittica.